# هارو وويلدستون (محطة مترو أنفاق لندن)
هارو وويلدستون (بالإنجليزية: Harrow & Wealdstone)‏ هي إحدى محطات مترو أنفاق لندن. تقع على خط بيكرلو أفتتحت في المنطقة (Zone) رقم 5 أفتتحت في 20 يوليو 1837، 16 أبريل 1917.